# Aeroporto di Luanda-4 de Fevereiro
L'Aeroporto di Luanda-4 de Fevereiro, anche noto con il nome commerciale di Luanda International Airport, è un aeroporto definito come internazionale dall'Instituto Nacional de Aviação Civil e situato in Africa centrale nell'area urbana di Luanda, la capitale dell'Angola. L'aeroporto è intitolato alla ricorrenza del 4 febbraio 1961, Giornata dell'avvio della Lotta Armata contro la Repressione Coloniale, ed è hub per le compagnie aeree locali TAAG Angola Airlines, Air Gemini e SonAir.
Il Governo angolano ha commissionato la costruzione di un nuovo scalo che sarà denominato Angola International Airport o New International Airport of Luanda e che sostituirà l'attuale 4 de Fevereiro. La realizzazione della struttura, che sarà il più grande aeroporto africano con un terminal 160 000 metri quadrati e con una capacità di più di 13 milioni di passeggeri all'anno, è stata affidata alla cinese China International Fund Limited con sede a Hong Kong. In una dichiarazione rilasciata nel marzo del 2015 dal Ministro dei Trasporti Augusto da Silva Tomás e ripresa dall'agenzia di stampa angolana ANGOP si prospetta che il nuovo scalo possa essere operativo nel 2017.